# 木村俊恵
木村 俊恵（きむら としえ、1935年1月2日 - 1974年7月26日、本名同じ）は、日本の女優。末妹は女優の木村夏江。以前に木村 淑恵でも出演していた。

## 来歴・人物
東京市大森区（現・東京都大田区）嶺町生まれ。
1953年、俳優座養成所五期生として入座。同期に平幹二朗がいる。舞台の他、映画やテレビドラマにも多数出演。1962年、フジテレビ『氷壁』に主演。1973年から始まる東映『仁義なき戦い』シリーズでの、金子信雄演じる山守親分の女房役は今も語り継がれている。
結婚して子供がいたが5年ほどで離婚。1974年5月、舞台に出演中過敏性腸カタルで倒れ、一時回復を見せたが、前年から同棲していた中谷一郎と結婚式を挙げる予定日の7月26日に急性心臓死で死去。39歳没。

## 出演作品

### 映画
- 白と黒（1963年）
- 昭和侠客伝（1963年）
- 五番町夕霧楼（1963年）
- 越後つついし親不知（1964年）
- 三匹の侍（1964年）
- 五瓣の椿（1964年）
- 甘い汗（1964年） - すみ江
- 肉体の学校（1965年）
- 獣の剣（1965年）
- とべない沈黙（1966年）
- 処刑の島（1966年）
- 反逆 (1967年、日活)
- にせ刑事（1967年）
- 博奕打ち 一匹竜（1967年）
- 眠狂四郎無頼控 魔性の肌（1967年）
- 惜春（1967年）
- 女と味噌汁（1968年）
- 関東流れ者（1971年）
- 愛と死（1971年）
- ゴジラ対ヘドラ（1971年） - 矢野敏江[3][1]
- 忍ぶ川（1972年）
- 仁義なき戦いシリーズ　- 山守義雄の妻・利香
  - 仁義なき戦い（1973年1月）
  - 仁義なき戦い 広島死闘篇（1973年4月）
  - 仁義なき戦い 代理戦争（1973年9月）
  - 仁義なき戦い 頂上作戦（1974年1月）
- 宮本武蔵（1973年）

### テレビドラマ
- お気に召すまま（1962年、NETテレビ）第1話「あなたがもう一人」 - ユウ子
- ミステリーベスト21 第10話「カードは一度戻ってくる」（1962年、NET / 東映）
- 白昼の死角（1963年）
- 三匹の侍
  - 第1シリーズ 第1話「剣豪無宿」（1963年）
  - 第6シリーズ 第20話「あぶら花」（1969年） - お歌
- 転落の詩集（1964年）
- 喜びも悲しみも幾歳月（1965年、TBS / 松竹テレビ）- 金牧実子
- おはなはん（1966年）
- 続アッちゃん 第27話「死んじゃいけない」（1966年、日本テレビ / 国際放映）
- とし子さん 第13話 「いなかものの栄光」（1966年、TBS / 国際放映）- 西部京子
- 東京警備指令 ザ・ガードマン 第113話「悪夢の果て」（1967年、TBS / 大映テレビ室）- 叶夫人
- 水戸黄門
  - 第1部 第12話「娘の命一千両 -堺-」（1969年） - お新
  - 第4部
    - 第2話「天狗馬鹿 -忍-」（1973年） - お徳の方
    - 第29話「しのびの殿さま -郡山-」（1973年） - お秀の方
- 鬼平犯科帳 第1シリーズ 第21話「浅草御厩河岸」（1970年、NET /東宝） ‐ お梶
- 男は度胸（1970年）
- 怪奇十三夜 第1話「怪談累ヶ淵」（1971年、NTV / ユニオン映画） - 豊志賀
- おれは男だ! 第29話「海よ子守唄をかえせ!」 （1971年、NTV / 松竹）
- 1・2・3と4・5・ロク 第23話「お母さんの声が聞こえる」（1972年、TBS） ‐ 秋山芳子
- 銀座わが町（1973年）
- 女・その愛のシリーズ「 婦系図 」（1973年、NET / 東映）- 小芳

### 吹き替え
- ベン・ケーシー（アメリカのテレビドラマ） - マギー・グラハム
- 自由への闘い(放送時タイトル:栄光に死す)　ー　モーリン・オハラ
- 逢う時はいつも他人（NETテレビ版） - キム・ノバク
- 大空港（日本テレビ旧版）‐ジーン・セバーグ※思い出の復刻版Blu-rayに収録
- 媚薬（NETテレビ版） - キム・ノバク